# Lipót Schulhof
Lipót Schulhof (Baja, 12 de março de 1847 — Paris, outubro de 1921) foi um astrônomo húngaro.
Foi laureado com o Prêmio Lalande de 1893.
| 147 Protogeneia | 10 de julho de 1875 |